# León Cadogan
León Cadogan (Assunção, 29 de julho de 1899 – Assunção, 30 de maio de 1973) foi um etnólogo paraguaio que fez contribuições significativas ao estudo da língua e cultura guarani.

## Infância e estudos
León Cadogan nasceu em Assunção poucos meses depois que seus pais australianos, John Cadogan (de origem galesa) e Rose Stone (pai polonês e mãe irlandesa), que anteriormente usava o nome de Rose Summerfield em seu primeiro casamento, vieram para o Paraguai como parte de um grupo de algumas centenas de pessoas que migraram para lá em 1893 e 1894. Liderado pelo inconstante e estridentemente racista William Lane, o grupo criou a Nova Australia (perto da cidade de Coronel Oviedo), uma colônia utópica que defendia o socialismo, a abstemia e o etnocentrismo que já tinha produzido uma política oficial da Austrália Branca na sua terra natal. A colônia da Nova Austrália logo entrou em colapso em dissensão e, em vez disso, seus membros obtiveram livres propriedades.
Um incêndio na casa de seus pais em 1904 forçou a família Cadogan a deixar a colônia. Eles se estabeleceram em Villarrica, uma cidade com uma população de língua alemã suficientemente grande para justificar um jornal, Villarrica-Actual, que publica em espanhol e alemão. Frequentando a escola de língua alemã daquela cidade, León, que já havia aprendido inglês, espanhol e guarani, também aprendeu alemão.
Ele tinha 18 anos quando começou a trabalhar como balconista nas instalações frigoríficas do matadouro da Swift & Co. no bairro Zevallos Cué, em Assunção. Através da amizade estabelecida com o francês Emile Lelieur, aprendeu francês e teve a oportunidade de ler autores clássicos, de aprender matemática elementar e o uso de logaritmos.
Em 1919 mudou-se para Buenos Aires e dois anos depois seu espírito inquieto o levou às selvas de Caaguazú, onde trabalhou na colheita de erva-mate. Absorvido pelo ambiente acidentado e primitivo, interessou-se pela vida do povo guarani. Cadogan estudou, publicou e tornou-se uma autoridade em Mbyá Guaraní, Ava-Guaraní, Pai-tavytera e Ache-guayaki — várias tribos Guarani que viviam nas florestas do leste do Paraguai.
Cadogan foi aceito como membro dos Mbya-Guarani e iniciado com o nome espiritual de "Tupa Kuchubi Veve" ("Aquele que voa como um redemoinho"). Os Mbya-Guarani possuíam uma linguagem religiosa secreta, esotérica, desconhecida pelo mundo até sua iniciação. Seguindo as tradições do grupo, manteve esse nome em segredo até sua morte.
Cadogan publicou diversos estudos sobre a língua, religião e cultura do Guarani, tornando-se uma autoridade reconhecida deste grupo. Uma de suas obras mais famosas é Ayvu Rapyta, uma coleção de tradições religiosas dos Mbya-Guarani. Seus trabalhos foram publicados em publicações acadêmicas no Paraguai, Uruguai, México, Argentina, Brasil, Áustria, França e EUA. Em 1949, o presidente Felipe Molas López nomeou-o “Protetor dos Índios”, mas mais tarde ele perdeu o favor do ditador Alfredo Stroessner, que tentou politizar e desmantelar a organização que protegia o grupo indígena.
Cadogan morreu em 1973, após quarenta anos dedicados à causa guarani e à denúncia da perseguição e abusos sistêmicos a que foram submetidos. Sua biblioteca foi doada à Universidade Católica de Assunção. Conforme portaria municipal 9.513/76, uma rua próxima à sua casa recebeu seu nome. Os paraguaios o consideram uma das 100 pessoas mais importantes do milênio. O filho de Léon Cadogan, Rodger Cadogan, atualmente dirige a Fundación Léon Cadogan, uma organização que continua a promover os objetivos do povo guarani do Paraguai.

## Obras que realizou em sua carreira
- Apuntes de medicina popular guaireña (Centro de Estudios Antropológicos, Asunción. 1957.
- Ayvu rapyta. Textos míticos de los mbyá-guaraní del Guairá. Facultade de Filosofia, Ciencias e Letras da Universidade de São Paulo. 1959; Centro de Estudios Antropológicos de la Universidad Católica "Nuestra Señora de la Asunción", Centro de Estudios Antonio Guasch" y Fundación "León Cadogan". 1992, 1977 y 2015.
- Ywyra ñe’ery: fluye del árbol la palabra. Centro de Estudios Antropológicos de la Universidad Católica.1971.
- Carobení. Apuntes de toponimia hispano-guaraní. 1959.
- Tupa kuchuvi veve. Un profeta en el firmamento guaraní. Rogelio Cadogan. 1988;
- Extranjero, campesino y científico (Memorias). Centro de Estudios Antropológicos de la Universidad Católica y Fundación León Cadogan. 1990, 1998.
- Diccionario mbyá-guaraní/castellano. Centro de Estudios Antropológicos de la Universidad Católica "Nuestra Señora de la Asunción", Centro de Estudios "Antonio Guasch y Fundación León Cadogan. 1992, 2011.
- Gua'i Rataypy, Fragmentos del folcklore guaireño. Centro de Estudios Paraguayos "Antonio Guasch" y Fundación León Cadogan. 1948, 1998.
- Tradiciones Guaraníes en el Folcklore Paraguayo. "Centro de Estudios Antonio Guasch" y Fundación León Cadogan. 2003.
- Ta-ngy puku. Aportes a la etnobotánica guaraní. 1973.
- Como interpretan los Chiripá, Ava Guaraní, la danza ritual. Facultade de Filosofia, Ciencias e Letras. Universidade de São Paulo. 1959.
- Como os Avá Guaraní interpretam a dança ritual. Editora Curt Nimuendajú. 1918.
- Mil apellidos guaraníes. Aporte para el estudio de la onomástica paraguaya. Editorial Toledo. 1960, 2007.
- Fragmentos del Folklore Guaireño. Suplemento Antropológico de la "Revista del Ateneo Paraguayo". 1966.
- Diccionario Aché-Guayakí Español. Societe des Americanistes. 1968.